# Vol du Diamond Centre

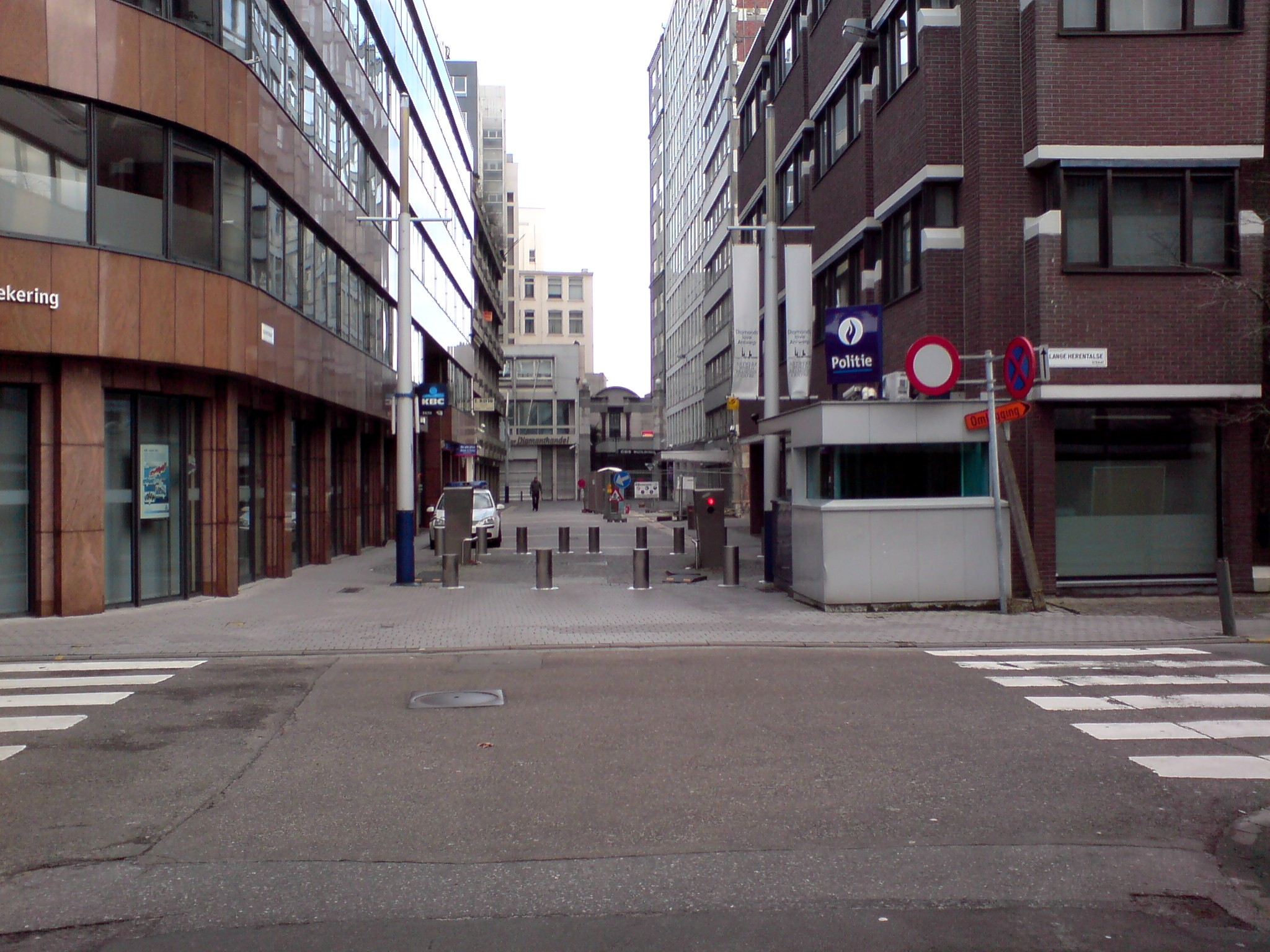
Le Antwerp World Diamond Centre à Anvers.

Le vol du Antwerp World Diamond Centre, surnommé le casse du siècle, est le cambriolage du Antwerp World Diamond Centre à Anvers, en Belgique, qui eut lieu dans la nuit du 15 au 16 février 2003 dans une banque située dans le quartier diamantaire d'Anvers. Des voleurs dérobent le contenu de 123 des 160 coffres-forts sans que les systèmes d'alarme ne se déclenchent. Le butin, des diamants, de l'or et des bijoux de grande valeur, est estimé à 100 millions d'euros, ce qui était le record mondial en matière de diamants avant qu'il ne soit battu par celui du InterContinental Carlton Cannes.

## Site
Près de 80 % des diamants bruts extraits dans le monde et 50 % des diamants taillés transitent par le quartier diamantaire d'Anvers qui se décompose en quatre bourses, le Beurs voor Diamanthandel pour les diamants taillés, le Diamond Club van Antwerpen pour les diamants bruts et taillés, le Vrije Diamanthandel pour les diamants bruts et taillés et l’Antwerpse DiamontKring pour les diamants bruts. Tous les diamants passent par le Diamond Office, département de la fondation privée Antwerp World Diamond Centre (en) qui a pour objectif de défendre les intérêts collectifs du secteur belge du diamant. 
Ce quartier, appelé le « kilomètre carré du diamant » et délimité par trois rues, la Schupstraat, la Hoveniers et la Rijf, recense 1 800 compagnies et 30 000 emplois dans le secteur, dont 4 500 diamantaires membres des quatre bourses et qui brassent 30 milliards d'euros chaque année.
La salle des coffres de la banque qui abrite les diamants et les bijoux est située deux étages en dessous du Antwerp World Diamond Centre. Elle est protégée par dix mécanismes de sécurité multiple, notamment une porte de trois tonnes à combinaison électronique et à capteurs magnétiques, des caméras de surveillance, des détecteurs de chaleur infrarouge, un capteur sismique, un radar Doppler.

## Vol
Deux ans et demi avant le vol, un escroc italien, Leonardo Notarbartolo, se présente à Anvers comme un importateur de bijou basé à Turin. Pour se mêler au cercle des diamantaires, Leonardo loue un bureau dans le Antwerp World Diamond Centre, ce qui lui permet d'avoir un badge et une place de parking, mais lui donne aussi un accès régulier aux banques, aux bureaux et aux salles de réunion du centre. Il ouvre également un compte au nom de sa société à la banque et dispose alors d'un coffre-fort situé dans la salle des coffres sous le bâtiment. Sa société fictive à Anvers lui permet ainsi d'espionner et d'évaluer la sécurité du centre diamantaire grâce à une caméra placée dans sa sacoche ou un stylo à bille équipé d'un mini-appareil photo numérique dans la poche poitrine de sa chemise. Dans la nuit du 15 au 16 février 2003 qui correspond à un week-end, une équipe italienne de cinq hommes dirigée par Leonardo Notarbartolo (équipe surnommée « La Scuola di Torino », l'École de Turin) pénètre dans le centre, désactive les capteurs de mouvements par une laque pour cheveux, neutralise les caméras thermiques en masquant leurs corps avec de larges boucliers de polyester, enfin elle recouvre les caméras de surveillance avec des sacs en plastique et remplace les bandes de vidéosurveillance de la salle des coffres par une cassette préenregistrée. Elle dérobe le contenu de 123 des 160 coffres-forts avec des outils spécifiques achetés la veille.

## Enquête et arrestation
À 30 kilomètres d'Anvers, dans un bois le long de l’E19 à Vilvorde, un chasseur découvre des sacs-poubelles abandonnés avec des papiers dans lesquels les diamantaires enroulent leurs pierres précieuses, des vidéocassettes piratées des caméras de surveillance et la moitié d'un sandwich au salami sur lequel est prélevé de l'ADN correspondant à celui de Notarbartolo. Le chasseur prévient la police qui est désormais sur la piste des voleurs. Quatre jours plus tard, Notarbartolo se présente à la banque comme victime pour savoir si son coffre-fort a été dévalisé alors que la police suspecte déjà sa société de négoce car elle est récemment établie à Anvers. Il est arrêté et son domicile perquisitionné, la police y trouvant le reste de son sandwich et quelques petites émeraudes tombées dans les fibres de la moquette. Seuls 78 000 euros ont été récupérés, les diamants n'ont jamais été retrouvés, ayant probablement été retaillés et remis sur le marché. 
En 2005, Notarbartolo est condamné à dix ans et 10 000 euros d'amende, deux de ses complices à 5 ans et 5 000 euros d'amende, les parties civiles sont indemnisées à hauteur de 4,5 millions d'euros,. N’ayant pas respecté les conditions de sa libération conditionnelle accordée en 2009, Notarbartolo est à nouveau emprisonné en 2013.
Notarbartolo a affirmé dans une interview au magazine Wired qu'un diamantaire juif avait commandité le cambriolage et engagé « La Scuola di Torino », que le montant déclaré du vol de 100 millions masquait une fraude à l'assurance car le butin était en réalité d'environ 18 millions d'euros. La police a réfuté ce scénario et l’abandon des sacs-poubelles (étourderie coupable ou volontaire ?) pose question.

### Documentaires télévisés
- « Les dessous du casse du siècle : 100 millions d'euros de diamants dérobés » le 9 septembre 2009 dans Enquêtes criminelles : le magazine des faits divers sur W9.
- « Les dessous du casse du siècle » le 28 octobre 2007 dans Secrets d'actualité sur M6.